# Кожевников, Ефим Тимофеевич
Ефим Тимофеевич Кожевников (1840, Самара — после 1914) — городской голова Самары.

## Биография

### Ранняя биография
Е. Т. Кожевников родился в 1840 г. в Самаре. Отец — Тимофей Родионович Кожевников. Мать — Матрёна Андреевна. Дед — Родион Дмитриевич Кожевников, 21 декабря 1842 г. был причислен Симбирской казанской палатой в самарские купцы из купцов г. Елатьма. В 1857 г. он окончил юридический факультет Императорского Казанского Университета.
С 1872 по 1915 гг. — занимал пост гласного самарской городской думы. С 1875 г. по 1889 г. являлся и гласным Самарского губернского земского собрания от дворян Самарского уезда. До 1875 г. работал в чине губернского секретаря на должности городского секретаря.

### Самарский городской голова
На заседании городской думы 11 февраля 1875 г. Ефим Тимофеевмч был избран городским головой Самары с 3 февраля 1875 г. на 4 года. Этот пост он занимал 2 срока в целом 1875 г. по 1881 г. Редко кто дослуживал до конца положенный срок на должность городской головы.
Кожевников много уделял внимания развитию экономики, просвещения и культуры в городе, поощрял деятельность общественных организаций по охране природы, входил попечительские советы учебных заведений. В годы его деятельности были открыты Самарское среднее техническое железнодорожное училище, реальное училище. Он возглавил в Самаре движение по сбору средств и поддержку освободительной борьбы славян Болгарии.В 1880 г. думой под руководством Кожевникова было принято решение о создании Зала императора Александра II. В 1881 г. закончился срок полномочий Кожевникова и он не стал переизбираться.

### Поездка в Болгарию
18 апреля 1877 г., на экстренном заседании городской думы была избрана делегация из 2-х человек для вручения Болгарскому ополчению знамени, адреса и образа покровителя Самары святого Алексея. В делегацию вошел гласный городской думы Пётр Алабин, а главой её был назначен Е. Т. Кожевников. 6 мая 1877 г. они участвовали в церемонии вручения Самарского знамени ополченцам в Плоешти и забили по гвоздю, прикрепляя полотнище к древку.